# Леймбах, Карл Людвиг

Книга К. Л. Леймбаха «Ausgewählte Dichtungen Friedrich v. Schillers, für Lehre und Freunde der Literatur». 1880

Карл Людвиг Леймбах (нем. Karl Ludwig Leimbach; 18 мая 1844, Трейса — 30 декабря 1905, Ганновер) — немецкий педагог, историк литературы, богослов и литературовед. Тайный советник.

## Биография
Изучал теологию и филологию в Марбургском университете. После его окончания работал школьным учителем в Шмалькальдене, Ганновере и Бонне. В 1876 году был назначен директором средней школы в Госларе, затем с 1894 года служил в качестве провинциального советника школ в Бреслау и Ганновере (с 1900).
С 1901 года издавал еженедельник Haus und Schule («Дом и школа»).
Автор многочисленных публикаций по вопросам литературоведения и истории литературы. С 1880 по 1903 год опубликовал серию работ по немецкой поэзии под названием «Избранные немецкие стихи для учителей и друзей литературы» (Ausgewählte deutsche Dichtungen für Lehrer und Freunde der Litteratur).

## Избранные публикации
- Beiträge zur Abendmahlslehre Tertullians (Вклад Тертуллиана в евхаристическую доктрину, 1874)
- Das Papiasfragment : exegetische Untersuchung des Fragmentes (Eusebius, Hist. eccl. III, 39, 3-4) und Kritik der gleichnamigen Schrift von … Dr. Weiffenbach (Фрагмент Папия, экзегетическое исследование фрагмента…, 1879)
- Ueber den christlichen Dichter Caelius Sedulius und dessen Carmen paschale (О христианском поэте Целии Седулии и его «Carmen Paschale»
- Emanuel Geibels Leben, Werke und Bedeutung für das deutsche Volk (Жизнь, творчество и значение Э. Гейбеля для немецкого народа, 1894)
- Das Kaiserhaus zu Goslar Kurze Angaben über seine Geschichte, Wiederherstellung und Ausschmückung (Императорский дом в Госларе. Краткая информация о его истории, реставрации и убранстве, 1901)
- Luthers Käthe : Vortrag, im Lutherischen Verein für Hannover, Linden und Umgegend (1906)

## Награды
- Орден Красного орла 4 класса
- Рыцарь Ордена Дома Гогенцоллернов